# Senyoria de Dampierre

Wappen des Hauses Dampierre (Aube)

La senyoria de Dampierre fou una jurisdicció feudal de Xampanya. Els senyors de Dampierre, d'origen borgonyó, van ser famosos perquè van adquirir la senyoria de Borbó per matrimoni.
Van existir unes quinze nissagues Dampierre, de les que només dues han subsistit. No totes les famílies tenen el mateix origen, ja que hio ha a França unes 30 poblacions amb el nom Dampierre agafat per les famílies que tenien el feu.
Les onze nissagues diferents dels Dampierre relacionades el 1772 par François-Alexandre de La Chenaye-Aubert en el seu diccionari, són les següents :
- Dampierre (de) : família noble originària de Borgonya (extinta) que va adquirir la senyoria de Borbó per matrimoni vers 1216 de Guiu II de Dampierre amb Matilde I de Borbó (la terra de Borbó va passar tpt seguit per matrimoni el 1283 a la casa de Borgonya, i després a la casa de Clermont qui prendra més tard el nom de Borbó). Aquesta nissaga va heretar també el comtat de Flandes.

- Dampierre (de) : família noble extinta,[4] que fou iniciada per Joan de Châtillon, senyor de Dampierre, mort el 1362, i va acabar amb Walerà de Châtillon, senyor de Dampierre, qui vivia encara el 1471.

- Dampierre (de Cugnac de) : baronia de Beauce, erigida en marquesat el 1616 en favor d'Antoni de Cugnac IV.

- Dampierre (de) : família noble originària de la Marca, senyor d'une terre de Dampierre erigida en marquesat el 1720 per a Claudi Enric Feydeau de Marville, conseller d'Estat.

- Dampierre (de Longaunai de) : família noble originària de la Bretanya; marquesos de Longaunai i barons de Dampierre.

- Dampierre (du Val de), una de les dues famílies subsistents:[5] família noble originària de la Xampanya; comtes de Dampierre i barons de Hans

- Dampierre (de) : família noble originària del Franc-Comtat

- Dampierre (de) : famiília noble del Franc Comtat

- Dampierre (de), una de les dues famílies Dampierre subsistents :[5] família noble originària de Picardie, citada al segle xiv i amb filiació provada des de 1525

- Dampierre (de Grandpré de) : comtes de Grandpré i de Dampierre.

- Dampierre (Maingot de) : família noble originària d'Aunis

Altres nobiliaris assenyalesn quatre famílies Dampierre més:
- Dampierre (Picot de) : família noble originària de la Xampanya, ennoblida el 1496 per un càrrec de secretari del rei,[6] marquesos el 1645, família extinta el 1871. Personatge destacat August, marquès de Dampierre (1756-1793), general de la revolució.

- Dampierre (de) : família noble del Poitou. La terra de Dampierre (avui dia Dampierre-sur-Boutonne) li va donar el nom. Es va extingir el 1603 amb Caterina de Clermont, esposa en segones noces d'Albert de Gondi, duc de Retz, mariscal de França.[7]

- Dampierre (de Guiran de) : família noble originària de Normandia (prop de Dieppe), baron de Dampierre el novembre de 1673.[8]

- Dampierre (de) : senyor de Dampierre (terra del Hurepoix, avui al departament de Yvelines). La senyoria fou adquirida pels duc de Luynes al segle xvi i hi van construir un gran castell[7]

## Genealogia de la casa de Dampierre

Escut de la casa de Dampierre (extinta)

```
Vitier de Moeslain (mort el 1080)
|
|→Tibald I de Dampierre
[
9
]
 (v. † 1106)
| X Elisabet de Monthlery
[
10
]

| |
| |→ Tibald II de Dampierre
| | x
| |→
Guiu I
 (mort el 1151), vescomte de Troyes, senyor de Dampierre
| X Helvida de Baudémont
| |
| |→
Guillem I
[
11
]
 (mort el av. 1161), senyor de Dampierre
| | X Ermengarda de Mouchy
| | |
| | |→
Guiu II
 (mort el 1216), conestable de Xampanya, senyor de Dampierre i de Borbó 
| | X 
Matilde de Borbó
 (vers 1164/69 -1228)
| | |
| | |→
Arquimbald VIII de Borbó
 (vers 1189 -1242), senyor de Borbó
| | | |
| | | |→
Casa de Borbó-Dampierre

| | |
| | |→
Guillem II
 (després de 1196 -1231), senyor de Dampierre
| | | X 
Margarita II
, comtessa de Flandes i d'Hainaut
| | | |
| | | |→ 
Guiu de Dampierre
 (vers 1226 -1305), comte de Flandes i marcgravi de Namur (
Casa de Flandes-Dampierre
)
| |
| |→ Guiu, bisbe de Châlons el 1163
|
|→ Hug (mort el 1082), bisbe de Troyes
```

## Casa de Dampierre-Borbó (extinta)

Armes primitives de la casa de Borbó-Dampierre extinta

Armes de la primera casa de Borbó agafades per la casa de Borbó-Dampierre extinta

```
Guiu II de Dampierre
 (mort el 1216) conestable de Xampanya vers 1170.
x 
Matilde
, senyora de Borbó (mort el 1228)
|
|→
Arquimbald VIII el Gran
[
12
]
 (mort el 1242) senyor de Borbó el 1228.
| |
| |→
Arquimbald IX el Jove
 (mort el 1249), senyor de Borbó.
| X 
Iolanda de Châtillon
,
[
13
]
 
comtessa de Nevers
, 
d'Auxerre
 i 
de Tonnerre

| |
| |→
Matilde II
, senyora de Borbó (mort el 1262)
| | x 
Eudes de Borgonya
 (mort el 1266)
| | |→
Dinastia Capet de Borgonya

| |
| |→
Agnès
, comtessa de Nevers, d'Auxerre i de Tonnerre (1237-1287)
| x 
Joan de Borgonya
, senyor de Charolais (1231-1267)
| |→ 
Beatriu de Borgonya
 (1257-1310)
| x 
Robert de Clermont
 (1256-1317)
| |→
Branca Capet de Borbó

|
|
|→
Guillem II de Dampierre
 ((mort el 1242))
x 
Margarida II
, 
comtessa de Flandes

|→
casa de Dampierre-Flandes
```

## Casa de Dampierre-Flandes (extingida)

Armes de la casa de Dampierre-Flandes (extinta)

```
Guiu II de Dampierre
, mariscal de Xampanya 
x 
Matilde
, senyora de Borbó (mort el 1216)
|
|→
Arquimbald VIII el Gran
, senyor de Borbó (mort el 1242)
| |
| |→
Casa de Borbó-Dampierre

|
|→
Guillem de Dampierre
 ((mort el 1242)), Guillem II de Flandes
x 
1225
 
Margarida II
, 
comtes de Flandes
, d'Hainaut i de Namur
|
|→
Guillem III de Dampierre
, comte de Flandes (vers 1227-
1251
)
| x Beatriu de Brabant (mort el 1288)
|
|→
Guiu de Dampierre
, comte de Namur (1263-1297), comte de Flandes (1278-† 1304)
x 1) 1246, Matilde de Béthune (mort el 
1264
)
x 2) Isabel de Luxemburg (mort el [1298])
|
|→
Robert III de Flandes
 de malnom Courteheuse, 
comte de Nevers
 després comte de Flandes (
1249
-
1322
)
| x 1) 
1265
 Blanca d'Anjou (mort el 
1269
)
| x 2) 
1272
 Iolanda de Borgonya (mort el 
1280
)
| |
| |→
Lluís I
, comte de Rethel i de Nevers (mort el 
1322
)
| | x Joana de Rethel, 
comtessa de Rethel

| | |
| | |→
Lluís I
, comte de Flandes, de Rethel i de Nevers (
1304
-
1346
)
| | | x 
Margarida de França
 (1310-
1382
)
| | | |
| | | |→
Lluís II de Mâle
, comte de Flandes, de Nevers i de Rethel, després 
comte de Borgonya
 i 
d'Artois
 (
1330
-
1384
)
| | | x Margarida de Brabant (mort el 
1368
)
| | | |
| | | |→
Margarida III de Flandes
, comtessa de Flandes, d'Artois, de Borgonya, de Rethel i de Nevers (
1350
-
1405
)
| | | x 
Felip II l'Atrevit
, 
duc de Borgonya

| | | |
| | | |→
Dinastia Capet de Borgonya

| | |
| | |→
Joana de Flandes
 (mort el 
1374
)
| | x 
1329
 
Joan de Montfort (1294-1345)
, 
comte de Monfort-l'Amaury
 i de Richmond (
Anglaterra
), pretendent al 
ducat de Bretanya

| | |
| | |→
Casa Capet de Dreux

| |
| |→Robert de Flandes (mort el 
1331
), 
comte de Marle

| x Joana de Bretanya (1296-1355), senyora de 
Nogent-le-Rotrou

| |
| |→Pere (Gil - Guiu) de Dampierre
| x Maria de Luxemburg-Ligny
| |
| |>(hipotètic) Alfons de Dampierre
| x NN de Tenremonde
| |
| |→Pere de Dampierre
| |
| |→Pere de Dampierre
| |
| |→Jordà de Dampierre, senyor de Dampierre i de Biville, "panetier" de França
| x Joana de Villiers de l'Isle-Adam
| |
| |→Hèctor de Dampierre, senyor de Dampierre i de Fay, senescal del Llemosí
| | x 1) NN
| | x 2) Joana de Roye
| | |
| | |→Aimar de Dampierre, senyor de Petit-Champ
| | |
| | |→Nicolau de Dampierre
| | |
| | |→Joaquim de Dampierre, senyor del Fay i de Warty-sous-Clermont
| | | x Joana de Bullenc
| | | |
| | | |→Pere de Dampierre
| | | x Adriana de Pimont
| | | |
| | | |→Artur de Dampierre, senyor de Bellozanne
| | | |
| | | |→Jaume de Dampierre, senyor de La Bardouillère
| | | | x Blanca de Recusson
| | | | |
| | | | |→Joan de Dampierre, senyor del Tronquay
| | | | | x Genoveva del Bosc
| | | | | |
| | | | | |→Pau de Dampierre, senyor de La Bardouillère
| | | | | x Jacquelina de Grandoit
| | | | |
| | | | |→Hèctor de Dampierre
| | | | | x Maria de Morant, senyora de Thiboutot
| | | | | |
| | | | | |→Carles de Dampierre, senyor de Thiboutot
| | | | | | x Joana Le Lieur
| | | | | |
| | | | | |→Bartomeu de Dampierre, cavaller de Malta
| | | | | |
| | | | | |→Susana de Dampierre
| | | | | | x Felip Barbe, senescal de Fécamp
| | | | | |
| | | | | |→Adrià de Dampierre
| | | | |
| | | | |→Adrià de Dampierre
| | | | x Hipolit de Bressy
| | | | |
| | | | |→Adrià de Dampierre
| | | |
| | | |→Joan de Dampierre, batlle de Saint-Denis
| | | x Lluïsa de Bussy
| | | |
| | | |→Isaac de Dampierre, senyor des Isles
| | | x Lea de Grouchy
| | | |
| | | |→Jaume de Dampierre
| | | x Magdalena Chandet
| | | |
| | | |→Marta de Dampierre
| | | | x Francesc de Mercastel, senyor de Doudeauville
| | | |
| | | |→ Felip de Dampierre
| | | |
| | | |→ Jaume de Dampierre
| | | |
| | | |→ Elena de Dampierre
| | | | x Adrià de Grouchy
| | |
| | |→Joan de Dampierre, senyor de Hennessis-en-Vexin
| | |
| | |→Gerard (Girald) de Dampierre, senyor de La Forest i de Montlandrin
| | | x 1475 Isabel des Hauquettes
| | | |
| | | |→Joan de Dampierre
| | | |
| | | |→Guillem de Dampierre
| | | | x 1526 Jacquelina de Milleville
| | | | |
| | | | |→Joan de Dampierre
| | | | | x Maria Le Sénéchal
| | | | | |
| | | | | |→Antoni de Dampierre (mort el abans de 1620)
| | | | | | x Isabel Soyer
| | | | | | |
| | | | | | |→Aimard de Dampierre, senyor de Montlandrin
| | | | | | | x Francesca d'Imbleval
| | | | | | |
| | | | | | |→Adrià de Dampierre
| | | | | | |
| | | | | | |→Guillem de Dampierre
| | | | | |
| | | | | |→Francesc de Dampierre
| | | | | x Maria Aprix
| | | | | |
| | | | | |→Joan de Dampierre, senyor de Montlandrin
| | | | | x Maria de Caumont
| | | | |
| | | | |→Jacquelina de Dampierre
| | | | x 1) Domenec du Chastel, senyor du Mesnil-Bourdet
| | | | x 2) Renat Vicenç
| | | |
| | | |→Adrià de Dampierre, senyor de Sainte-Agathe i de La Forêt
| | | | x 1525 Isabel Bernard
| | | | |
| | | | |→Guillem de Dampierre, senyor de Sainte-Agathe d'Aliermont
| | | | x 1555 Claudi de Cazaux
| | | | |
| | | | |→Pere de Dampierre, senyor de Sainte-Agathe
| | | | | x 1) 1580 Maria Picquet
| | | | | x 2) Maria de Loisel
| | | | | |
| | | | | |→Pere de Dampierre
| | | | | | x 1) NN
| | | | | | x 2) 1612 Margarida Joana Mitton
| | | | | |
| | | | | |→Aimar de Dampierre, senyor de Sainte-Agathe d'Aliermont, de Millencourt i d'Yzangremer
| | | | | | x 1635 Francesca Le Maistre
| | | | | |
| | | | | |→Francesc de Dampierre, senyor de Sélincourt
| | | | | | x Anna Le Seneschal
| | | | | |
| | | | | |→Maria de Dampierre
| | | | | x Antoni de Valois
| | | | |
| | | | |→Joan de Dampierre, senyor de Grainville
| | | | | x 1) Antonieta Le Thieullier
| | | | | x 2) 1586 Raquel Le Sénéchal
| | | | | |
| | | | | |→Anne de Dampierre, seigneur de Grainville
| | | | | | x 1) 1615 Carlota de Ricarville
| | | | | | x 2) 1642 Maria du Val
| | | | | |
| | | | | |→Antoni de Dampierre
| | | | | x 1617 Maria Lasnier
| | | | |
| | | | |→Jaume de Dampierre, senyor de Saint-Soupplix
| | | | x Miquela de Monchy
| | | |
| | | |→Anna de Dampierre
| | | x Jaume de Clesquin
| | |
| | |→Lluís de Dampierre
| | |
| | |→Caterina de Dampierre
| | x Joan de Morant, senyor de Thiboutot
| |
| |→Guillem de Dampierre, senyor de Biville-la-Baignarde, gouvernador de 
Saint-Lô

| x Isabel de Pellevé
| |
| |→Zanon de Dampierre, senyor de Biville-la-Baignarde i d'Imbleville
| x Maria de Gouvis
| |
| |→Felip de Dampierre
| | x Gileta Paisnel
| | |
| | |→Antoni de Dampierre
| | x NN de Mascarel, filla d'Antoni, senyor d'Hermanville i de Jeanne de Dreux
| | |
| | |→Tomàs de Dampierre
| | |
| | |→Cristòfol de Dampierre
| |
| |→Joan de Dampierre
| x NN
| |
| |→Isaac de Dampierre, capità i governador de Gournay
| x NN
| |
| |→Jaume de Dampierre, capità i governador de Gournay
|
|→
Joan
 (mort el 
1291
), 
bisbe de Metz
 (
1279
-
1282
) després príncep-bisbe de Lieja (
1282
-
1291
)
|
|→Margarida (vers 1251-1285)
| x 
Joan I
 (mort el 
1294
), 
duc de Brabant

| |
| |→
casa de Hessen

|
|→Beatriu (vers 1260-1296)
| x 
Florenci V
, 
comte de Holanda
 i de Zelanda
|
|→Joan I de Namur, comte o marquès de 
Namur
 (vers 1266-1330)
x 1) 
1307
 Margarida de Clermont
x 2) Maria d'Artois
|
|→
comtes de Namur
```

## Família de Dampierre de Picardia (subsistent)
```

Escut de la casa de Dampierre (subsistent)

marquès Aimard de Dampierre (1787-1845), par de França
x Carlota d'Abbadie de Saint-Germain (1789-1837)
|
|→marquès Elies de Dampierre (1813-1896)
| x 1842 Enriqueta Bartolomé (1813-1894)
| |
| |→comte Aimar de Dampierre (1844-1876)
| | x 1873 Isabel Juchault de Lamoricière (1853-1919)
| | |
| | |→marquès Jaume de Dampierre (1874-1947)
| | x 1899 Francesca de Fraguier (1875-1959)
| | |
| | |→marquès Enric de Dampierre (1901-1964)
| | | x Monique du Boüays de La Bégassière (1906-1971)
| | | |
| | | |→Aimardina de Dampierre (1932)
| | | | x Georges Matray (1920)
| | | |
| | | |→Francesca de Dampierre (1929-2005)
| | | |
| | | |→Eliana de Dampierre (1931-2007)
| | |
| | |→Armand de Dampierre (1902-1944)
| | | x Coleta Cahen d'Anvers (1911-1969)
| | | |
| | | |→Sophie Charlotte de Dampierre (1936)
| | | | x Alain Laigre de Grainville (1928)
| | |→marquès Jaume de Dampierre (1905-1996)
| | 
| |→Maria de Dampierre (1843-1921)
| | x Henri Duval, vescomte de Curzay (1840-1880)
| |
| |→Audoí de Dampierre (1846-1909)
| | x Marie Joséphine Fouache d'Halloy d'Hocquincourt (1847-1920)
| |
| |→Anna de Dampierre (1847-1934)
| | x Gonzalvo d'Exea (1837-1913)
| |
| |→comte Eric de Dampierre (1851-1927)
| | x 1877 Fanny Basset de Châteaubourg (1854-1922)
| | |
| | |→comte Elies de Dampierre (1878-1948)
| | | x Marie-Christine de Guigné (1882-1975)
| | | |
| | | |→Cristià de Dampierre (1913-1977)
| | | | 
| | | |→Elies (1952)
| | | 
| | |→Guiu de Dampierre (1880-1967)
| | |
| | |→Maria de Dampierre (1881-1917)
| | |
| | |→Enric de Dampierre (1882-1964)
| | |
| | |→Robert de Dampierre (1887-1967)
| |
| |→Sèptim de Dampierre (1853-1922)
| x 1884 Carlota Séguier (1861-1926)
| |
| |→Aimar de Dampierre (1885-1976)
| |
| |→Antoni de Dampierre (1887-1917)
| |
| |→Audoí de Dampierre (1912-1940)
|
|→Anna de Dampierre (1815-1897)
| x comte Eugeni d'Humières (1811-1890)
|
|→comte Armand de Dampierre (1816-1901)
| x Felícia de Charpin
| |
| |→
posteritat Dampierre

|
|→Gabriela de Dampierre (1817-1830)
|
|→Ida de Dampierre (1817-1844), religiosa carmelita (Sœur Thérèse des Saints Cœurs de Jésus et de Marie) 
|
|→vescomte Enric de Dampierre (1822-1895)
| x 1854 Elizabet Tayloe Corbin (1835-1906)
| |
| |→Ricard de Dampierre (1857-1906), I duc de San Lorenzo Nuovo
| | x 1891 Jeanne Carraby (1870-1922)
| | |
| | |→Roger de Dampierre (1892-1975), II duc de San Lorenzo Nuovo
| | x 1) 1912 Vittoria dei Principi Ruspoli (1892-1982) divorciats 1930
| | x 2) 1931 Enid Rylda Aileen Toone (1903-1934)
| | x 3) 1937 Raymonde Dreyfus (1907-1967)
| | |
| | |→
Manela de Dampierre
 (1913-2012), duquessa d'Anjou i de Ségovie 
| | | x 1935 
Jaume Enric de Borbó
 (1908-1975), primogènit dels 
Capets

| | | |
| | | |→
casa reial de França, branca primogènita

| | |
| | |→Ricard de Dampierre (1916-2004), III duc de San Lorenzo Nuovo
| | | x 1937 María de las Mercedes de Pedroso i Sturdza (1914-2012)
| | | |
| | | |→Mafalda de Dampierre (1938-1997)
| | |
| | |→Iolanda Beatriu de Dampierre (1918-1990)
| | | x 1940 comte Luigi Miani di Angoris (1896-1953)
| | | |
| | | |→
familia Miani

| | |
| | |→Armand de Dampierre (1932-1953)
| | |
| | |→Cristiana de Dampierre (1939-)
| | x 1961 Francesc Boula de Mareüil (1931-2014)
| | |
| | |→
familia Boula de Mareüil

| |
| |→ Ivona de Dampierre (1866-1928)
| x marquis Jean Martí d'Ayguesvives (1862-1948)
|
|→Amàlia de Dampierre (1822-1908)
| x comte Gabriel de Lastours (1808-1856)
|
|→baró Roger de Dampierre (1825-1868)
x Anaïs Panon Desbassayns de Richemont (1839-1878)
|
|→
posteritat Dampierre
```